# حسین سرفراز
حسین سرفراز (۱۱ اسفند ۱۳۱۲–۵ شهریور ۱۴۰۱) روزنامه‌نگار و شاعر اهل ایران بود. او پیش از انقلاب سردبیری بیش از ۲۰ مجله معروف آن زمان را عهده‌دار بود و یکی از باسابقه‌ترین روزنامه‌نگاران ایران به‌شمار می‌رفت. او از جمله بنیانگذاران سندیکای نویسندگان و خبرنگاران مطبوعات هم بود.

## زندگی
حسین سرفراز در ۱۱ اسفند ۱۳۱۲ در شهر داراب استان فارس زاده شد. او تا کلاس نهم (سیکل اول) در داراب درس خواند و در اردیبهشت ۱۳۳۰ به شیراز رفت و دیپلمش را در آنجا گرفت. سپس موفق شد به دانشکده ادبیات دانشگاه تهران راه یابد و در رشتهٔ تاریخ و جغرافیا فارغ‌التحصیل شود. سرفراز همزمان با تحصیل، نوشتن مقاله، گزارش و تهیهٔ گفتگو را در نشریهٔ آژنگ‌ به سردبیری ایرج نبوی آغاز کرد. او با پایان یافتن تحصیلات دانشگاهی به یک روزنامه‌نگار حرفه‌ای تبدیل شد و سپس سردبیر نشریهٔ دنیای جدید شد و پس از مدت کوتاهی به سردبیری مجلهٔ امید ایران رسید. پیشینهٔ درازمدت او در سردبیری نشریه‌های گوناگون موجب شد که در میان اهل مطبوعات ایران به «حسین سردبیر» معروف باشد. سرفراز از بنیان‌گذاران سندیکای نویسندگان و خبرنگاران به‌شمار می‌رود و چندین دوره نیز عضو هیئت مدیرهٔ این سندیکا، و در یک دوره رئیس هیئت مدیرهٔ آن بوده‌است. از آن پس تا بیست سال بعد سردبیری مجلات معروف آن زمان از جمله خواندنی‌ها، سپید و سیاه، روشنفکر، تهران مصور، خوشه و مطبوعات دیگر را بر عهده گرفت. او سپس مدتی با روزنامهٔ مردم کار کرد و سپس با انتشار روزنامهٔ رستاخیز از جمله بنیان‌گذاران این روزنامه بود. سرفراز مدتی نیز مدیر مجلهٔ رستاخیز جوانان بود که خود آن را بنیان نهاده‌بود. او پس از انقلاب ۵۷ به آمریکا مهاجرت کرد و از آغاز دههٔ هفتاد ۱۰۵ شماره نشریهٔ هفتگی ایران‌خبر را در واشینگتن، دی.سی. منتشر کرد. سرفراز شاعر نیز بود و شعرهای او که نخستین بار در دوران جوانی او در روزنامهٔ بهار شیراز به چاپ رسیده بود کم‌کم به نشریات دیگر نیز راه یافت و مورد نقد و بررسی قرار گرفت. این روزنامه‌نگار قدیمی در دههٔ ۱۹۹۰ میلادی از فعالان کانون دوستداران فرهنگ ایران در واشینگتن بود و عضویت هیئت مدیرهٔ کانون را هم به عهده داشته‌است. سرفراز پسر عموی مادر اردلان سرفراز و شاعر شعر انقلابی «الله الله» بود.
رضا قوی‌فکر، روزنامه‌نگار باسابقه و دبیر انجمن پیشکسوتان مطبوعات ایران، گفته‌است که «پیشینهٔ دراز مدت او در سردبیری نشریه‌های گوناگون باعث شده بود که در میان اهالی مطبوعات به «حسین سردبیر» معروف باشد.»

## درگذشت
حسین سرفراز ۵ شهریور ۱۴۰۱ درگذشت و پس از انتقال پیکر او از آمریکا به ایران سرانجام با حضور جمع کثیری از مردم داراب در بهشت مجتبی تشییع و پس از اقامه نماز به خاک سپرده شد.